# Las dríadas
Las dríadas es una escultura situada en la ciudad asturiana de Gijón, en el norte de España. Se trata de una de las más de cien esculturas, monumentos y obras de arte que adornan sus calles. Está erigida en el Parque de Isabel la Católica, en la zona este de la ciudad.

## Descripción
La pieza escultórica es una obra diseñada en origen por el escultor Manuel Álvarez Laviada quien, en 1930, la forjó en bronce al igual que había hecho con Diana cazadora unos años antes por encargo de los hermanos Wenceslao y Mariano Moré y el Ayuntamiento de Gijón, obteniendo el primer puesto en la exposición nacional de bellas artes de 1930. Tras la muerte del artista, su discípulo Manuel Álvarez Agudo hizo sendas réplicas de estas obras en la década de 1960 que son las que hoy en día se encuentran expuestas en el parque.
En la figura, expuesta en una pequeña isla dentro del estanque pequeño del parque, se observan las dríadas, que son las ninfas o divinidades de los bosques que según la mitología griega surgieron del árbol de las Hespérides, perteneciendo cada una a un roble del bosque del que no puede separarse más de 300 m.
Al igual que otras esculturas del parque ha sufrido ataques vandálicos y actos reivindicativos en varias ocasiones, facilitados por el gran tamaño del mismo y por la característica de que no se cierra en horario nocturno, a diferencia de otros parques de las mismas características en otras ciudades españolas.